# Tom Keifer
Tom Keifer (Springfield, 26 de Janeiro de 1961) é o vocalista, compositor, guitarrista, saxofonista e tecladista do Cinderella.

## Biografia
Foi o fundador da banda junto com o baixista Eric Brittingham (nascido em 8 de maio de 1960), que chamaram o guitarrista Jeff Labar (nascido em 18 de março de 1963) e o baterista Fred Coury(nascido em 20 de outubro de 1964).
Em 1991 Keifer acordou e percebeu que simplesmente não podia cantar. Inicialmente os médicos eram incapazes de dizer o que se passava com o vocalista, até que um especialista identificou que Keifer tinha um problema em um nervo de sua garganta. Tom foi submetido a duas operações seguidas de terapia extensiva, sendo liberado só em 1992 para voltar aos palcos e tocar para a frente o trabalho do Cinderella.
Atualmente os integrantes estão envolvidos em outros projetos quando não estão excursionando juntos. Keifer esta trabalhando em seu primeiro  álbum  solo. Já o baixista Eric esta trabalhando com sua esposa em uma banda chamada Naked Beggars junto com o guitarrista Jeff Labar também do Cinderella. O baterista Fred trabalha com outras bandas em seu tempo vago, além de produzir músicas e lançar novas bandas em seu estúdio particular. Fred também aprecia trabalhar como fotógrafo.
A banda aguarda, atualmente, a liberação da Sony para o lançamento do novo álbum da banda.

## Discografia

### Cinderella
A revista Rolling Stone chama Tom Keifer de ” um determinado, bluesy, (rocker) com arrogância genuína o suficiente para desdenhar comparações com Mick Jagger.” Os Rolling Stones celebraram o Delta Blues em suas músicas e som mencionando músicos como Ry Cooder, Leadbelly, Howlin’ Wolf, Muddy Waters, and Willie Dixon entre outros como um derivado de 25 anos anteriores. Tom Keifer e sua banda Cinderella reinjetaram essa influência dentro do conceito Rock n’ Roll quando eles estouraram na cena hard rock em 1986. Onde a maioria dos contemporâneos hard rock/pop metal de Keifer cresceram na terceira geração do Rock n’ Roll (que implica também influências do blues), Tom escolheu, ainda jovem, buscar de volta dentro do âmago do som de Delta Blues, que foi dado como primeiro presente de aniversário de uma infância Rock n’ Roll.
Rapidamente cravando um nicho como um renascentista cantor/compositor de blues-rock com seu primeiro trabalho com Cinderella, Night Songs, que despejou os hits ‘Nobody’s Fool’, ‘Shake Me’, e ‘Somebody Save Me’, Tom Keifer e companhia começaram uma jornada em um caminho rápido de sucessos que poderia  ser notável e disciplinado ambos em termos de foco musical de Keifer e as influências da banda por décadas de som.
Talvez esse foco seja parte do que fez Cinderella ficar musicalmente no mesmo patamar de gerações diferentes de rock. A sofisticação sentimental das canções de Tom no próximo álbum da banda, o ícone Long Cold Winter levaria o gênero hard rock, pois os fãs conheciam bem o psique boêmio do músico viajante mesmo que isso já vinha antes de um contexto daquela geração. Long Cold Winter lançado em 1988, foi uma verdadeira narração penetrante, viajando entre altos e baixos da vida na estrada vindo dos olhos de alguém como verdadeiros ciganos do rock. Composto por Keifer quase totalmente na estrada durante a turnê Night Songs, todos os hits do álbum, incluindo ‘Don’t What You Got  Till Its Gone’, ‘Gypsy Road’ e ‘Coming Home’ ofereceram aos ouvintes um autêntico vislumbre e apreciação por sofrimento da vida na estrada que não tinha sido tão brilhante capturado em música desde os dias de Bob Serger em ‘Turn The Page’ e Willie Nelson em ‘On The Road Again’.
A revista Rolling Stone declarou ousadamente em uma nota sobre o álbum que “Long Cold Winter é realmente uma partida radical vindo de um rock sem adornos de Night Songs, o primeiro álbum do Cinderella de 1986. Com as variedades que ele oferece, este álbum deixa seu prodecessor na poeira…Isto…Cheio de momentos fortes, e…exibe um admirável desejo de Cinderella de tomar um impacto de alguma coisa diferente…A excelente relação musical, experiência e conhecimento prático mostrado no álbum…fez Cinderella uma força reconhecida.”
O terceiro e talvez mais aperfeiçoado álbum da banda, Heartbreack Station foi imediatamente reconhecido por sua realização em termos de sua autenticidade de suas músicas e som, e como uma verdadeira obra-prima que poderia permanecer entre as gravações mais finas de rock. Heartbreack Station fez de Cinderella membros permanentes do rock de elite, particularmente via o hit comovente de ‘Heartbreack Station’, que importuna uma alma instigante e autêntica semelhança com ‘Love In Vain’ de Robert Johnson em termos da essência da solidão capturada nisso. De acordo com AllMusicGuide.com, com este álbum, Cinderella criou uma ironia, um álbum sexy de hard rock que artísticamente foi seu mais fino momento…Heartbreack Station mostra que Cinderella tem mais puro Rock n’ Roll determinado que a maioria das bandas de metal dos anos 80.”
Enquanto isso a Rolling Stone deu à Tom Keifer talvez seu maior elogio crítico por seu reconhecimento de músico e compositor que ele realmente se tornou, notando que “Heartbreack Station é incrivelmente amável e audacioso: Você teria que procurar muito pra encontrar blues puro, esta consistência cativante e rítmica, este variado,…Heartbreack Station poderia provar o mais inevitável hard rock desde Appetite For Destruction.”  Heartbreack Station não foi só uma celebração da realização das composições de Keifer, mas também uma deixa aos integrantes do Cinderella em o que eles têm sido como banda em termos musicalísticos. A Rolling Stone disse também na nota sobre o álbum que aquela repercussão, comentando específicamente que eles se elevaram ao desafio musical do material de Keifer pela autenticidade “temperando suas penetrantes tendências com cordas, saxofones, logrolling bottleneck blues, piano de bordel, pandeiros e o que soa como uma harpa, garotas que dão suporte à Keifer correspondem a Big Brother e Holding Company, passando por pit stops na vizinhança não só de Bad Company, Humble Pie e Le Zeppeling mas também de Allmans, James Brown e até Flying Burrito Brothers.”
Em 1991, as músicas de Tom Keifer e o som de Cinderella capturou o coração de milhões de fãs de rock em todo o mundo (14 milhões para ser exato em termos de venda), e já alcançou um legado e lugar no Rock n’Roll  talvez como a única, verdadeira e autêntica banda de hard rock blues dos anos 80. Bem seguro do sucesso de Heartbreak Station, uma súbita reviravolta do destino marcou o começo de um trágico período na vida de Tom, profissionalmente e pessoalmente. Foi um suposto começo de uma parada entre uma banda dos Estados Unidos e o Japão na turnê de 91 de Heartbreak Station, em um dia de rotina, quanto estava em seu estúdio em casa para gravar, ele simplesmente descobriu que não podia cantar. Mais assustador que o silêncio de sua própria voz era que os médicos viram que não podiam dar nenhuma explicação pela perda de sua voz. A única resposta que Keifer conseguiu foi o óbvio, que sua voz tinha desaparecido. Finalmente Tom encontrou um especialista na Filadélfia que explicou que ele teve paralisia de um nervo que controla a corda vocal esquerda. Em soma dessa experiência indesejável se submeteu a cirurgias delicadas para remover um quisto e reparar uma hemorragia, o meio de recuperação de Tom para corrigir a paralisia foi por terapia vocal no qual literalmente Tom teve que aprender a cantar de novo. Treinando muito sua voz e trabalhando junto com terapeuta e especialista, Keifer, depois de 12 anos de batalha, finalmente obteve a vitória da recuperação total que o fez cantar novamente com bastante qualidade.
Somando-se a essa batalha de Tom com suas cordas vocais, ele também perdeu sua mãe durante esse período no começo dos anos 90.  Estas tragédias inteiraram as músicas no quarto álbum da banda, Still Climbing, lançado pela Polygram em 1994. Apesar do álbum ter vendido muito bem entre os fãs, faltou suporte da gravadora devido a uma mudança na tendência do rock pop metal para o grunge, negando a oportunidade do verdadeiro alcance que os álbuns anteriores de Cinderella tinham aberto as portas comercialmente e tranquilamente para Keifer começar a focar em sua carreira solo. Enquanto Tom esteve lutando com suas cordas vocais, o desmembramento da banda em 95 foi uma mudança bem-vinda para o músico pessoalmente. Situando-se novamente em Nashville em 97, Tom gastou seus próximos anos focando exclusivamente naquilo que mais ama, compor. Ele colaborou com músicos country como Andy Griggs, e trabalhou metodicamente em escrever e reescrever material pelo que se tornaria seu primeiro solo, exatamente em 2005. Parte do começo do milenio, Tom se reuniu com seus parceiros do Cinderella num período de verão fez turnês e no ano passado (nota minha: isso foi escrito pelo autor em 2005), começou uma família com a esposa Savanna Snow (também compositora), onde nasceu o primeiro filho do casal em fevereiro de 2004. O último feito de Tom Keifer, um álbum solo ainda sem título de hard rock que trará um círculo cheio de sua evolução como um artista de hard rock com influêcias blues. Antepassados do blues como Son House (um mentor de ambos Muddy Waters e Robert Johnson), uma vez escreveu se ‘Eu não tivesse nenhum blues, não estaria satisfeito.’

### Álbuns de estúdio
- Night Songs (1986)
- Long Cold Winter (1988)
- Heartbreak Station (1990)
- Still Climbing (1994)
- The Way Life Goes (2013)

### Álbuns ao vivos
- Live Train to Heartbreak Station (1991)
- Live at the Key Club (1999)
- In Concert  (2004)
- Extended Versions (2006)
- Gypsy Road: Live (2006)

### Compilações
- Looking Back (1997)
- Once Upon A... (1997)
- Rocked, Wired & Bluesed: The Greatest Hits (2005)
- Gold (2006)